# Clara Anhuth
Clara Wilhelmine Emilie Anhuth (Danzig, 1856. január 3. – Danzig, 1941. július 31.) német írónő, könyvtáros.

## Élete
Danzigban született, apja Thomas Anhuth könyvkereskedő volt. 1876-ban kölcsönkönyvtárat nyitott Danzigban, ezt több évtizeden át vezette. Elsősorban humoros munkákat írt. amelyek egy része a korabeli lapokban is megjelent, elsősorban Dél-Németországban.

## Munkái
- Lustige Geschichten. Maeder, Leipzig 1898.
- Wie ich Radfahrerin wurde und anderes. (1901)[3]
- Aus Rübezahls Reich. Zeuner, Danzig 1905.
- Meine Heimat. (1920)[3]

## Fordítás
- Ez a szócikk részben vagy egészben  a   Clara Anhuth című német Wikipédia-szócikk ezen változatának fordításán alapul.  Az eredeti cikk szerkesztőit annak laptörténete sorolja fel. Ez a jelzés csupán a megfogalmazás eredetét és a szerzői jogokat jelzi, nem szolgál a cikkben szereplő információk forrásmegjelöléseként.